# The Million Pound Note
The Million Pound Note (br Loucuras de um Milionário), também chamado de Man with a Million, é um filme de comédia anglo-americano de 1954, produzido e dirigido por Ronald Neame. O roteiro é baseado no conto de Mark Twain "The Million Pound Bank Note".

## Elenco
- Gregory Peck...Henry Adams
- Ronald Squire...Oliver Montpelier
- Wilfrid Hyde-White...Roderick Montpelier
- Jane Griffiths...Portia Lansdowne
- Joyce Grenfell...Duquesa de Cromarty
- A. E. Matthews...Duque de Frognal
- Maurice Denham...Senhor Reid
- Reginald Beckwith...Rock
- Brian Oulton...Lloyd
- John Slater...Parsons
- Wilbur Evans...Embaixador americano
- Hartley Power...Hastings
- George Devine...proprietário do restaurante
- Bryan Forbes...Todd
- Gudrun Ure...Renie (Ann Gudrun)
- Hugh Wakefield...Duque de Cromarty
- Felix Felton...Alfred (não creditado)

## Sinopse
Em 1903, o marinheiro norte-americano Henry Adams sofre um naufrágio e é socorrido por um navio mercante que o deixa em Londres, sem dinheiro e com as roupas em péssimo estado. Andando faminto pelas ruas em busca de emprego, não consegue nada devido a sua aparência maltrapilha. Ele vai à embaixada norte-americana que se recusa a conceder-lhe um empréstimo. Até que é avistado pela dupla de irmãos banqueiros milionários Oliver e Roderick Montpelier que acabara de fazer uma aposta. Adams recebe um envelope deles que depois descobre conter uma nota promissória de 1 milhão de libras do Banco da Inglaterra, o "local que tinha mais ouro no mundo" naquela época. Junto com a nota tem uma mensagem dos irmãos que lhe garante que se devolver o valioso papel 30 dias depois, sem resgatá-lo, terá um emprego. Adams começa a mostrar a nota a diversos comerciantes que não hesitam em lhe conceder crédito para pagamento depois de 30 dias, acreditando ser ele um "milionário excêntrico". Adams consegue boa comida, roupas e uma hospedagem no luxuoso hotel, onde fica amigo do homem-forte mudo Rock. As notícias sobre sua nota o transformam numa celebridade e o fazem ser aceito nas festas da nobreza londrina, quando se apaixona pela caridosa Portia Lansdowne. Mas logo as coisas se complicam quando um antigo amigo do pai de Adams usa o crédito dele para negociar ações na Bolsa de Valores, que sofre abalos quando surgem rumores de que o homem não seria um milionário de verdade.

## Produção
O conto foi adaptado pela TV britânica em 1950 por Rex Rienits. O produtor Daniel Angel comprou os direitos para adaptação para cinema.